# Pycnopogon mixtus
Pycnopogon mixtus là một loài ruồi trong họ Asilidae. Pycnopogon mixtus được Loew miêu tả năm 1847.